# Denham Harman
Denham Harman (* 14. Februar 1916 in San Francisco, Kalifornien; † 25. November 2014 in Omaha, Nebraska) war ein US-amerikanischer Biogerontologe und Professor an der University of Nebraska Medical Center in Omaha. Harman gilt als Vater der Theorie der freien Radikale.

## Lebenslauf und Werk
Harman studierte an der University of California, Berkeley Chemie. Dort erhielt er seinen Bachelor of Science und 1943 Ph.D. Zwischenzeitlich arbeitete er sechs Jahre auf dem Gebiet der Organischen Chemie bei Shell Oil. Danach studierte er in Stanford Medizin, wo er 1954 seinen MD bekam. 1958 bekam er einen Ruf an die University of Nebraska Medical Center.
1954 entwickelte er in Berkeley an der Fakultät für Medizinische Physik seine Theorie der freien Radikale, die er 1956 veröffentlichte.
Die 1970 von Harman mitgegründete American Aging Association (AGE) verleiht seit 1978 den Denham Harman Research Award. Er ist ebenfalls Mitbegründer der International Association of Biomedical Gerontology.
Harman hatte mit seiner Frau Helen vier Kinder. Er wurde mehrfach für den Nobelpreis für Physiologie oder Medizin vorgeschlagen.